# 大阪府立三国丘高等学校
大阪府立三国丘高等学校（おおさかふりつみくにがおかこうとうがっこう）は、大阪府堺市堺区に所在する公立高等学校。

## 概要
1895年に開口神社内を仮校舎として創立された大阪府第二尋常中学校（のちの大阪府立堺中学校）を起源とする。大阪府立高校の中では歴史の古い学校のひとつとなっている。
全日制課程は普通科高等学校として出発したが、2011年度から大阪府教育委員会の進学指導特色校事業の対象校となり、普通科に加えて文理学科が設置された。普通科・文理学科の併設を経た後、2018年度入学生より文理学科に一本化された。
また、定時制課程を併設しており、2006年には現本館北側に定時制用の教室が増設された。定時制課程は普通科を設置している。
校訓として「自主自立」の精神を掲げ、校則や生活指導は生徒自身の自覚にゆだねられている面が大きいことで知られる。クラブ活動では、毎年8-9割の生徒が何らかの部活に参加し、近畿大会・インターハイ等で上位の成績を修めている。大阪府教育委員会より、人材育成研究開発重点校（通称 エル・ハイスクール）に指定されていた。
現在の校舎本館は1994年に竣工した平成校舎で、螺旋階段や独特の丸窓など、昭和校舎の特徴を継承した独特の外観は堺市景観賞を受賞したこともある。また、敷地内には堺中1期生の久野節が設計した「旧三丘会館」があり、登録有形文化財に登録されている。

## 沿革

### 創立前史
1886年の中学校令により、一府県につき中学校（旧制中学校）は1校だけという原則があった。当時大阪府には大阪府尋常中学校（現在の大阪府立北野高等学校）のみが設置されていた。
1894年に中学校令が改正され、地域の実情に応じて府県に複数の中学校を設置することや、逆に1校も設置しないことも可能となった。中学校令の改正を受けて、1893年3月に大阪府第二尋常中学校を新設する案が大阪府会で審議された。
新設の中学校は郡部に設置する方向でまとまっていたが、具体的な場所については決まっていなかった。堺のほか、天王寺・平野・八尾・岸和田などが中学校の誘致に乗り出した。誘致合戦に伴う地域対立や大阪府の財政状況悪化のため、中学校増設案は一度廃案になった。
その後1894年7月の大阪府会で大阪府第二尋常中学校の設置が決定した。具体的な場所は決まっていなかったが、誘致運動の状況から堺に設置することが有力という見通しになっていた。大阪府会では1894年12月、財政状況が好転した背景を踏まえ、地域対立を避ける目的で「第二尋常中学校のほか郡部に2中学校を新設し、合計3中学校を増設する」という案が出され、この案が承認された。また堺市は1894年12月、第二尋常中学校の予定地として大鳥郡向井村大字中筋（現在地）を提示した。
1895年1月11日の大阪府告示第四号で、大阪府第二尋常中学校を堺に設置することが確定した。

### 学校創立
大阪府第二尋常中学校は準備事務を経て1895年4月1日、堺市甲斐町東1丁・開口(あぐち)神社内の旧堺市役所庁舎建物を仮校舎として開校した。翌1896年4月には現在地に校舎が完成し、移転している。
大阪府は中学校令施行規則に基づき、大阪府立のすべての中学校・高等女学校の名称変更の申請を文部科学省に出し、1901年3月に文部大臣から認可を受けた。これに伴い1901年4月1日より大阪府堺中学校へ改称した。
しかし改称直後の1901年4月8日に文部省令第11条が出された。中学校・高等女学校などの名称について、「○○県立」「○○郡立」などの形で設置者の名称を冠することが義務づけられ、この命名規則に沿っていない既存校については6ヶ月以内に変更することを指示したものであった。これに伴い、すべての「大阪府○○中学校／高等女学校」は「大阪府立○○中学校／高等女学校」へと一斉に再変更されることになった。大阪府堺中学校についても、改称から2ヶ月後の1901年6月3日付で大阪府立堺中学校へと再改称を実施している。
1904年の日露戦争では、政府や大阪府は戦争遂行のために緊縮財政政策をとった。この影響で学校予算についても不要不急のものについては凍結や削減がおこなわれ、学校に対して経費削減を指示する訓令も出されている。また学校行事にも戦時色が強まっていた。

### 寄宿舎
明治時代から大正時代にかけては、遠方在住の生徒のための寄宿舎が併設されていた。寄宿舎は開校と同時に、開口神社内の仮校舎に併設された。寄宿舎は学校の移転から少し遅れて、1897年2月に校内に移転している。
しかし大正時代に入り地元の堺市・泉北郡出身の生徒が増加したことや、自転車通学者が増加したことで、入寮者は減少傾向にあった。1924年には最後の寮生が退寮して入寮者がいなくなったため、寄宿舎は廃止された。書類上は1930年に正式に廃止が認可されている。

### 校舎建設（昭和初期）
大正時代には定員増加により、校地が狭隘化していた。学校側は1915年より、校地拡張を繰り返し要望していた。
校舎改築・校地拡張は1927年に大阪府議会で審議されることになった。しかし同時期に、大阪府立天王寺中学校（現在の大阪府立天王寺高等学校）が火災で校舎を全焼する被害に遭った。このため天王寺中学校の復旧を優先するとして、堺中学校の校舎改築は延期された。
校舎改築・校地拡張は1930年より実施され、1932年に鉄筋コンクリート造りの校舎が竣工した。解体された木造の旧校舎は泉北郡久世尋常高等小学校（現在の堺市立久世小学校）に移築され、1963年まで使用された。
1932年（昭和7年）11月、大阪府一帯で陸軍特別大演習が実施。同月13日、学校が御講評場となり、昭和天皇が行幸。

### 戦時下の学校
1938年には勤労奉仕が始まり、生徒の動員がおこなわれた。また1944年には4年生・5年生生徒を対象に勤労動員が実施され、学校での授業が停止された。
1945年7月10日未明の堺大空襲では、校内の倉庫1棟が焼失する被害を受けた。また同日には、校内で不発弾の処理に従事していた生徒1人が、不発弾の爆発により死亡する事故も発生している。この空襲で被害を受けた堺市民病院は、被災直後よりしばらく堺中学校校舎を仮病院として使用した。

### 学制改革
太平洋戦争の終戦に伴い、1945年9月より授業が再開された。
学制改革により、1947年4月1日付で新制中学校制度が発足した。堺中学校では旧制中学校としての新入生の募集を停止し、2・3年在籍者は併設中学校（新制中学校）へと移行させた。また堺中学校校舎の一部を借用し、新制堺市立第三中学校（1950年堺市立三国丘中学校に改称）が開校している。三国丘中学校の校舎借用は1951年まで続いた。
翌1948年には新制高等学校制度が発足した。これに伴い現在の大阪府立三国丘高等学校が発足したが、発足当初の1948年4月時点では校名は正式には決定していなかった。
旧制府立堺中学校・旧制府立堺高等女学校（現在の大阪府立泉陽高等学校）とも、新制高校の校名に「堺」を付けることを強く希望して譲らなかった。結果的に両校とも「堺」の名称を付けないことで合意し、所在地の地名（南三国ヶ丘町、旧 大鳥郡中筋村字三国）、方違神社の三国丘（摂河泉三国の境）などに由来する大阪府立三国丘高等学校となった。なお、府立の旧制中学と高女における校名の重複は8事例（私立高女を含めると12事例）あったが、堺を除く7事例（11事例）はいずれも中学側に譲られている（私立高女は「学園」や「女子」などを付して重複回避）。堺が特殊事例になった背景のひとつに旧市街と旧村を明確に分ける環濠都市の性格があり、環濠内に高女、環濠外（旧 泉北郡向井町）に中学が立地していた。
大阪府立三国丘高等学校の名称が文献上で確認される最古の事例は1948年8月20日付の文書であるが、いつ校名が決定したかについてははっきりしていない。1948年7月の文書に「大阪府立堺第一高等学校」という仮称が使用されていることから、1948年8月上旬頃に校名が決定したと推定されている。
1948年10月の大阪府条例では、校名は「大阪府立三国ヶ丘高等学校」と告示された。学校や大阪府では1950年頃から「大阪府立三国丘高等学校」の表記をもっぱら使用していたが、条例の上では「三国ヶ丘」のままだった。2001年に条例上も正式に「大阪府立三国丘高等学校」となった。
また新制高等学校の発足に伴い、男女共学を実施することになった。大阪府立堺中学校（三国丘高等学校）・大阪府立堺高等女学校（泉陽高等学校）・堺市立高等女学校の3校について、高校1年と併設中学校3年の生徒を交流して男女共学にすることにした。
堺中学校（三国丘高等学校）では、高校1年については生徒の希望優先、併設中学校3年については生徒の住所によって各校に振り分けることにした。しかし、当時府立と市立の学校の間に学校格差があったことを背景に、三国丘高校から堺市立高女に移籍することが内定した生徒が強く拒否するなどして紛糾した。このため最終的に、堺市立高等女学校校長が堺市立高女の廃校を決断し、堺市立高女在籍者は三国丘・泉陽の両校に編入させることで決着した。結果的に男女共学化は府内の他公立高等学校と比較して大幅に遅れ、1948年9月からの実施となった。
高校三原則により総合制高等学校を設置することになっていた。三国丘高等学校では普通科のほか、家庭科・商業科が設置されることになっていたという記録が残る。しかし家庭科・商業科は実際には設置された形跡はなく、普通科単科の高等学校として出発している。

### 戦後の教育
1948年8月にGHQより週5日制が指導され、大阪府は府内のすべての公立・私立学校に対して学校週5日制にするよう通達した。これを受けて三国丘高校では1948年9月より週5日制が実施された。他校ではGHQの撤退後すぐに6日制に戻したが、三国丘高校では1956年3月まで週5日制を維持し、1956年4月に6日制に戻している。6日制に戻した時期は、大阪府の公立学校としては大阪府立岸和田高等学校とともにもっとも遅くなっている。教育課程改訂に伴う授業時間数の増加のため、週5日制では物理的に困難になったことが、6日制に戻した背景となっている。なお後年になり、学習指導要領の改訂により再び週5日制となっている。
1952年には、進学のための有料講習を開始した。生徒から授業料のほかに講習料を別途徴収し、講習料は教材費や担当教員の手当に充てるなどしていた。教職員の間では早い時期から疑問を指摘する声があったが、一部にとどまっていた。1980年10月、三国丘高校の校名をあげて有料講習を取り上げた新聞記事（『読売新聞』1980年10月9日）が発表されたことで問題となった。大阪府教育委員会は学校に指導をおこない、さらに1980年11月には全府立学校に対して、いかなる名目でも金品を受け取っての補充授業や講習をしてはいけないとする通達を出した。補充授業や講習などは継続されているものの、すべて無料へと切り替えられている。
1970年代から1980年代は高校生の急増期にあたっていた。1970年代については、当時の大阪府知事・黒田了一が府立高校を大量に新設する方針をとったことに伴い、急増分は主に新設校で受け入れ、既存校の三国丘高校への影響は1978年度新入生について一時的に1クラス増設するだけにとどまった。
しかし1980年代には、大阪府知事が岸昌に交代したことや、近い将来に高校生の減少期に入る見通しになったことに伴い、「公立高校を増設するとすぐに過剰になる」として府立高校の新設は極力抑え、既存校の増学級や分校設置などで対応することになった。
そのため三国丘高校では1980年代、相次ぐ増学級で生徒数が増え、学校設備も過密化した。1975年には1学年10クラス（45人学級）だったが、ピーク時の1987-89年には1学年16クラス（48人学級）になった。1989年には体育の授業が1コマに最大で6クラス同時に展開される状況になり、授業場所の確保も困難を極めていた。また修学旅行も学年全体で一斉におこなえず、学年を2グループに分けて実施するなどした。

### 校舎建設（1990年代）
1932年に建設された校舎は老朽化が目立つようになった。1989年7月13日の職員会議で校舎改築委員会が設置され、校舎改築が具体化した。
一方で卒業生の一部からは、旧校舎保存を求める声が上がった。また近代建築の研究・保存活動に取り組む団体からも、旧校舎の建築史的意義を指摘する要望書が届いた。
これらを勘案し、新校舎の設計には旧校舎の特徴が取り入れられた。1992年9月より校舎改築工事が開始され、1994年4月より使用されている。
校舎改築に先立ち、新校舎予定地で発掘調査が実施され、中世の寺院跡とみられる遺構が発掘されている。

### 定時制
定時制課程は1951年に設置された。堺市での普通科の定時制課程としては、初めての設置となっている。
1960年代には地方から就職で大阪に移住した生徒が多く在籍し、生徒数が増加傾向にあった。しかし1970年代半ば頃からは地方からの集団就職の減少や全日制高校の増設などを背景に生徒数が減少傾向となり、1975年以降は定員割れが常態化するようになった。
1991年には通信制との併修制度を導入し、3年での卒業も可能となっている。

### 年表
- 1895年 - 大阪府第二尋常中学校と称し、開口（あぐち）神社の境内を仮校舎として開校。
- 1896年 - 現在地（向泉寺跡）に初代校舎落成。
- 1901年 - 大阪府立堺中学校に改称。
- 1929年 - 同窓会組織「三丘同窓会」が発足。
- 1932年 - 2代目・昭和校舎が落成。同年、昭和天皇が行幸。
- 1935年 - 記念会館（旧三丘会館、現資料館）落成
- 1948年 - 学制改革により、新制大阪府立三国丘高等学校（条例上は「三国ヶ丘」表記）が発足。府立堺高等女学校（現・大阪府立泉陽高等学校）等と交流し男女共学化。
- 1950年 - 学区制度を導入（13学区制の「（大阪）市外第6学区」。通学区域は堺市・泉北郡）。
- 1951年 - 定時制課程併設。同年度の全国高等学校サッカー選手権大会（第30回大会）でサッカー部が準優勝。
- 1963年 - 学区変更により第5学区（5学区制。堺市・泉州地域）となる。
- 1973年 - 学区変更により第8学区（9学区制。堺市・和泉市・高石市・泉大津市）となる。
- 1984年 - 野球部が第56回選抜高等学校野球大会に出場（50年ぶり2回目）。
- 1994年 - 現校舎本館（3代目・平成校舎）落成。
- 1995年 - 創立100周年記念式典（11月18日）
- 1996年 - 「新三丘会館」竣工（同窓会を中心とした寄付による）
- 1999年 - 旧三丘会館が国の登録有形文化財に選ばれる。平成校舎が第6回堺市景観賞に選ばれる。
- 2000年 - 同窓会の支援により、他の府立高校に先駆け3年生の教室に空調設備導入。
- 2001年 - 府条例を改正し、正式校名を「大阪府立三国丘高等学校」と改称。（改正前の条例では「三国ヶ丘」となっていた）
- 2005年 - 開口神社に学校発祥の碑建立
- 2006年 - 学区変更により第4学区（4学区制。堺市（美原区を除く）・泉州地域）となる。本館北側に定時制用の教室(東館)を増設。
- 2011年 - 文理学科を併設。
- 2014年 - 学区制を廃止し、普通科の通学区域が大阪府全域となる。
- 2014年 - 文部科学省より「スーパーグローバルハイスクール」に指定される。
- 2017年 - 文部科学省より「スーパーサイエンスハイスクール」に指定される。
- 2018年 - 普通科を募集停止。同年度入学生より文理学科に一本化。

## 校歌・応援歌

### 校歌
- 河井醉茗作詞／永井幸次作曲（堺中学校）
- 吉武愛作詞／宅孝二作曲（三国丘高等学校）

### 応援歌
- 紙野芳一作詞／メロディは第四高等学校寮歌「北の都に秋たけて」による（堺中学校・三国丘高等学校）

## 同窓会館
同窓会館は1934年に旧制中学校時代の図書機能を有する記念館として建設され、かつては三丘会館と呼ばれた。鉄筋コンクリート造2階建、建築面積354平方メートル。設計は鉄道省初代建設課長の久野節で、本校の1期生でもある。玄関庇を支持する先がすぼまった円柱、階段室塔屋の縦長の連続窓と庇の構成等がモダニズム建築の特色を示している。2000年2月15日、登録有形文化財となった。

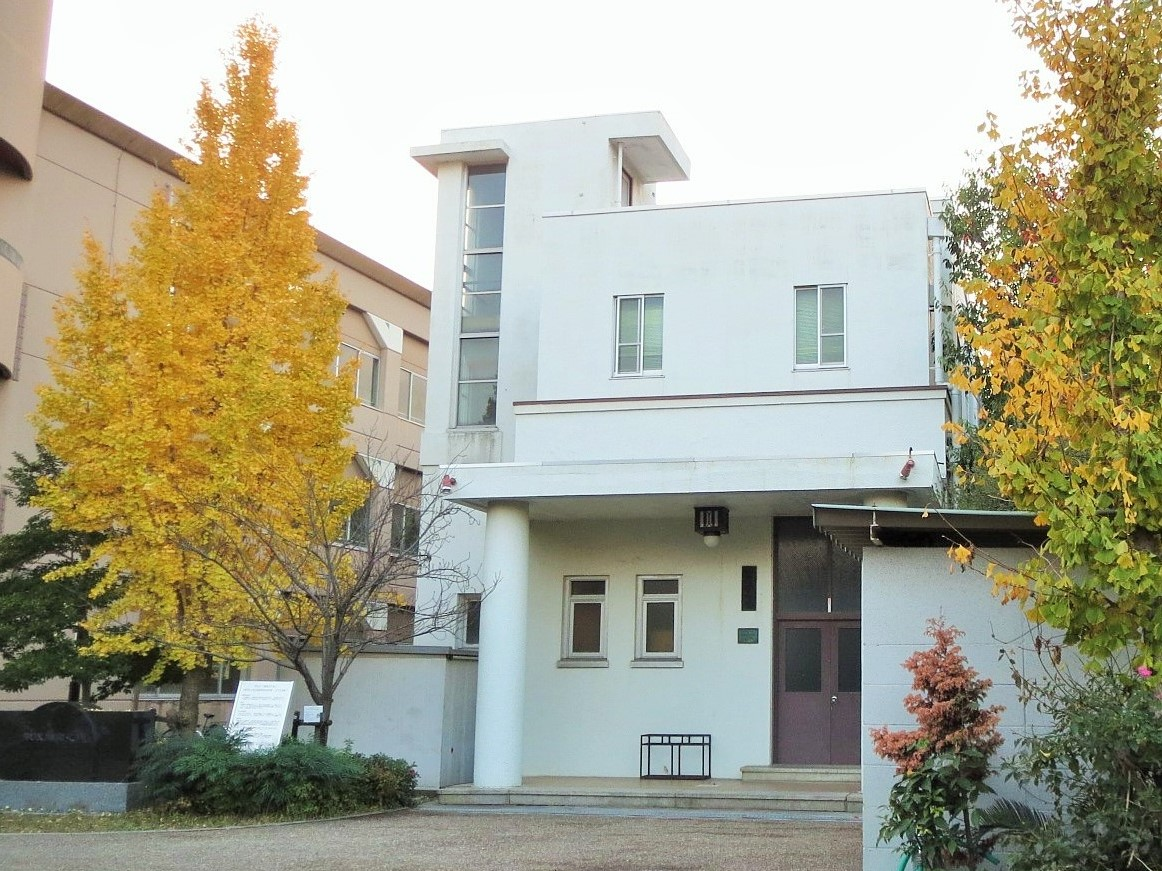
同窓会館

## 著名な出身者

### 政治・行政
- 我堂武夫 - 堺市長
- 菊川人吾 - 経産官僚、イノベーション・環境局長[5]
- 竹山修身 - 堺市長
- 高木佳保里 - 参議院議員
- 坂信弥 - 内務官僚、警視総監、大商証券社長
- 出口佳努 - 海上自衛官、佐世保地方総監
- 中尾巧 - 大阪高等検察庁検事長、法務省入国管理局長
- 藤田スミ - 衆議院議員
- 森元恒雄 - 自治省大臣官房総務審議官、参議院議員
- 森山浩行 - 衆議院議員

### 経済
- 粟井一夫 - 阪神タイガース代表取締役社長
- 石井繁礼 - 川崎近海汽船会長
- 唐池恒二 - JR九州代表取締役会長
- 島野尚三 - 元シマノ社長
- 高梨柳太郎 - 神戸新聞社代表取締役社長
- 藤原寛 - 吉本興業役員

### 学術
- 植松光夫 - 地球科学者、東京大学名誉教授、埼玉県環境科学国際センター総長
- 唄孝一 -民法学者、 東京都立大学名誉教授、文化功労者
- 大槻勝紀 - 大阪医科大学学長、解剖学教授
- 河盛好蔵 - 仏文学者
- 久野節 - 建築家・鉄道省の初代建築課長
- 新開陽一 - 大阪大学名誉教授、文化功労者
- 関静雄 - 歴史学者[要出典]
- 竹安邦夫 - 京都大学名誉教授
- 田中知 - 東京大学大学院工学系研究科教授
- 谷本奈穂 - 社会学者、関西大学教授
- 土井隆雄 - 宇宙飛行士
- 難波功士 - 関西学院大学社会学部教授
- 藤村逸子 - 名古屋大学大学院国際開発研究科教授
- 前田昇 - 青山学院大学大学院国際マネジメント研究科教授
- 松下秀介 - 京都大学教授
- 萬代悟 - 武庫川女子大学教授
- 見田宗介 - 社会学者、東京大学名誉教授
- 宮崎純 - 情報工学者、東京工業大学情報理工学院教授
- 増原宏 - 化学者、大阪大学名誉教授
- 森浩一 - 考古学者、同志社大学名誉教授
- 八木沼健夫 - クモ学者、追手門学院大学教授
- 澤芳樹 - 大阪大学大学院医学系研究科名誉教授
- 木本昌秀 - 東京大学大気海洋研究所副所長
- 山崎雄介-群馬大学教授
- 山中優 - 皇學館大学准教授
- 安冨歩 - 経済学者、東京大学東洋文化研究所教授

### 文化・芸能
- 安西冬衛 - 詩人
- 池田幾三 - 放送作家
- 今井雅子 - 映画脚本家
- 今村泰典 - リュート奏者、ストラスブール国立音楽院リュート科教授
- 内田裕也 - ミュージシャン
- 岡田寧 - テレビディレクター
- 川田裕美 - 元読売テレビアナウンサー
- 藤原寛-吉本興業副社長、元ダウンタウンマネージャー
- 久坂部羊 - 作家
- 堺三保  - 「SF」「ミステリー」評論家
- 阪本順治 - 映画監督
- 宅孝二 - 作曲家、ピアニスト
- 丹治伊三郎 - 洋画家
- 中谷彰宏 - 作家
- 平野智美 - KBS京都アナウンサー
- 藤井恒久 - 日本テレビ元アナウンサー
- 森富美 - 日本テレビアナウンサー
- 籔内佐斗司 - 彫刻家
- 山口正紀 - ジャーナリスト
- 朴鐘顕 - 漫画雑誌編集者、モーニング編集次長

### スポーツ
- 川淵三郎 - 日本サッカー協会名誉会長
- 高木喬 - 元プロ野球選手

### その他
- 藤村義朗 - 海軍軍人
- 川人博 - 弁護士
- 井戸謙一 - 弁護士、裁判官
- 高木善之 - 環境保護活動家
- 早川紀代秀 - 元オウム真理教幹部・元死刑囚

## 著名な教職員
- 竹内鐡二 - 元校長

## 交通
- 南海高野線 堺東駅 東口から約300m（徒歩約5分）。